# Cyclone Amphan
La super tempête cyclonique Amphan est un cyclone tropical qui toucha la cote Est de l'Inde ainsi que le Bangladesh en 2020, en pleine épidémie de COVID-19. Premier cyclone tropical de la saison cyclonique 2020 dans l'océan Indien nord, il s'est développé à partir de basse pression persistant à quelques centaines de kilomètres à l'est de Colombo, au Sri Lanka, le 13 mai 2020. En remontant vers le nord-est, le système est devenu une dépression tropicale le 15 mai et une tempête cyclonique extrêmement sévère le 17. Le lendemain, vers midi UTC, Amphan a atteint son intensité maximale avec des vents soutenus de 3 minutes à 240 km/h et 260 km/h sur une minute. Le 20 mai, entre 10 h et 11 h UTC, le cyclone a touché la côte du Bengale-Occidental avec des vents soutenus estimés de 155 km/h. Amphan s'est ensuite rapidement affaibli une fois à l'intérieur des terres et s'est dissipé peu de temps après.
C'est le cyclone le plus puissant à toucher le golfe du Bengale depuis 2007 et la première super tempête cyclonique à se former dans le golfe depuis le cyclone d'Orissa en 1999. Ce fut également le 3e super cyclone qui ait frappé le Bengale-Occidental depuis 1582, après 1737 et 1833, en plus d'être le plus fort. En plus de l'Inde, Amphan a touché le Bangladesh et le Sri-Lanka. Il causa également une submersion marine avec des vagues jusqu'à 3 mètres de hauteur, plusieurs villages au sud de Calcutta sont détruits, tuant au moins 128 personnes. Les dégâts sont évalués à plus de 13 milliards $US, soit le plus coûteux jamais enregistré dans le nord de l'océan Indien, dépassant le record détenu par le cyclone Nargis en 2008.

## Évolution météorologique
À la mi-mars, le JTWC suivait une zone suspecte au sud du golfe du Bengale et qui avait de grandes chances de se développer. Le 16 mai 2020, le CMRS de New Delhi a commencé à émettre des bulletins sur la dépression BOB 01, qui se trouvait toujours au sud du golfe du Bengale, mais dont la trajectoire s'orientait vers le Nord. Elle fut renommée tempête cyclonique Amphan peu après par le centre météorologique régional spécialisé de New Delhi (IMD). Ce matin-là, des avertissements de glissements de terrain et d'inondations ont été lancés dans certaines parties de l'est du Sri Lanka et l'État indien du Kerala.
À 9 h UTC le 17 mai, Amphan s'était intensifié en une tempête cyclonique très sévère. En moins de 12 heures, la tempête a développé un œil et a commencé à s'intensifier rapidement, devenant une tempête tropicale extrêmement sévère. Selon le Joint Typhoon Warning Center (JTWC), il s'est intensifié de manière explosive, passant d'un ouragan équivalent à la catégorie 1 à un de catégorie 4 en seulement 6 heures. Le lendemain matin vers 10 h 30 UTC, le CMRS de New Delhi a déclaré Amphan comme une super tempête cyclonique avec des vents soutenus sur 3 minutes de 240 km/h et une pression centrale de 925 hPa. 2020 devient ainsi la 2e saison cyclonique d'affilée avec au moins une super tempête cyclonique, l'année précédente ayant vu Kyarr en mer d'Oman. Au même moment, le JTWC estimait les vents soutenus sur 1 minute à 270 km/h, équivalent à un ouragan de catégorie 5 sur l'échelle de Saffir-Simpson.

Animation satellitaire dans l'infrarouge d’Amphan touchant la côte du Bengal-Occidental le 20 mai.

Tôt le 18 mai, l'imagerie micro-ondes montrait qu'un cycle de remplacement du mur de l'œil était en cours avec la présence de deux parois oculaires concentriques distinctes, typiques des cyclones très intenses. Tout au long de la journée, Amphan a eu du mal à achever ce remplacement ce qui l'a donc laissé vulnérable au cisaillement du vent et à une intrusion d'air sec débutée tard le 18 mai dans la partie nord-ouest du mur. L'augmentation du cisaillement du vent dans le quadrant est du système l'a continuellement dégradé et rendu moins symétrique.
Vers 12 h UTC le 20 mai, Amphan a touché la côte près de Bakkhali au Bengale-Occidental (Inde) avec des vents soutenus de 155 km/h. Alors qu'il s'enfonçait à l'intérieur des terres, il s'est rapidement affaibli et seulement six heures plus tard, le JTWC l'a déclassé en un cyclone équivalent à un ouragan de catégorie 1. C'était son dernier avertissement pour le système qui devenait désorganisé et se dirigeait vers le nord-est et l’Assam.

## Préparation
L'Inde évacue près de 200 000 personnes dans la province du Bengale occidental. Et le Bangladesh évacue 2 millions de personnes vivant sur les cotes, par crainte de l'onde de tempête. Ces évacuations inquiètent en pleine épidémie du COVID-19, car les règles de distanciation sociale sont difficiles a appliquer dans les abris surpeuplés.

## Impacts
| Pays       | Morts | Réf.  |
| ---------- | ----- | ----- |
| Bangladesh | 26    | [ 5 ] |
| Inde       | 98    | [ 6 ] |
| Sri Lanka  | 4     | ,     |
| Totaux     | 128   |       |

### Sri Lanka
Le cyclone a produit de fortes précipitations et des vents forts au Sri Lanka tout en s'intensifiant à l'est de l'île, affectant quelque 2 000 personnes et déclenchant des inondations et des glissements de terrain,. Des inondations mineures se sont produites le long des rives du Kalu Ganga. Des crues soudaines à Kottampitiya et Pelmadullaa ont provoqué l'évacuation de 60 personnes de maisons susceptibles de subir un glissement de terrain. Plus de 500 maisons ont été endommagées par Amphan, dont 145 à Polonnâruvâ,.
Deux personnes ont été tuées à la suite de ces pluies dans le district de Ratnapura, une tuée par un glissement de terrain et une autre par un arbre tombé. Un des glissements de terrain a fait des blessés. Deux personnes ont été tuées à Kegalle, où 214 mm de pluie sont tombés en 24 heures.

### Inde
Les dégâts ont dépassé 13,2 milliards $US et au moins 98 personnes ont perdu la vie avec Amphan en Inde,.

#### Bengale

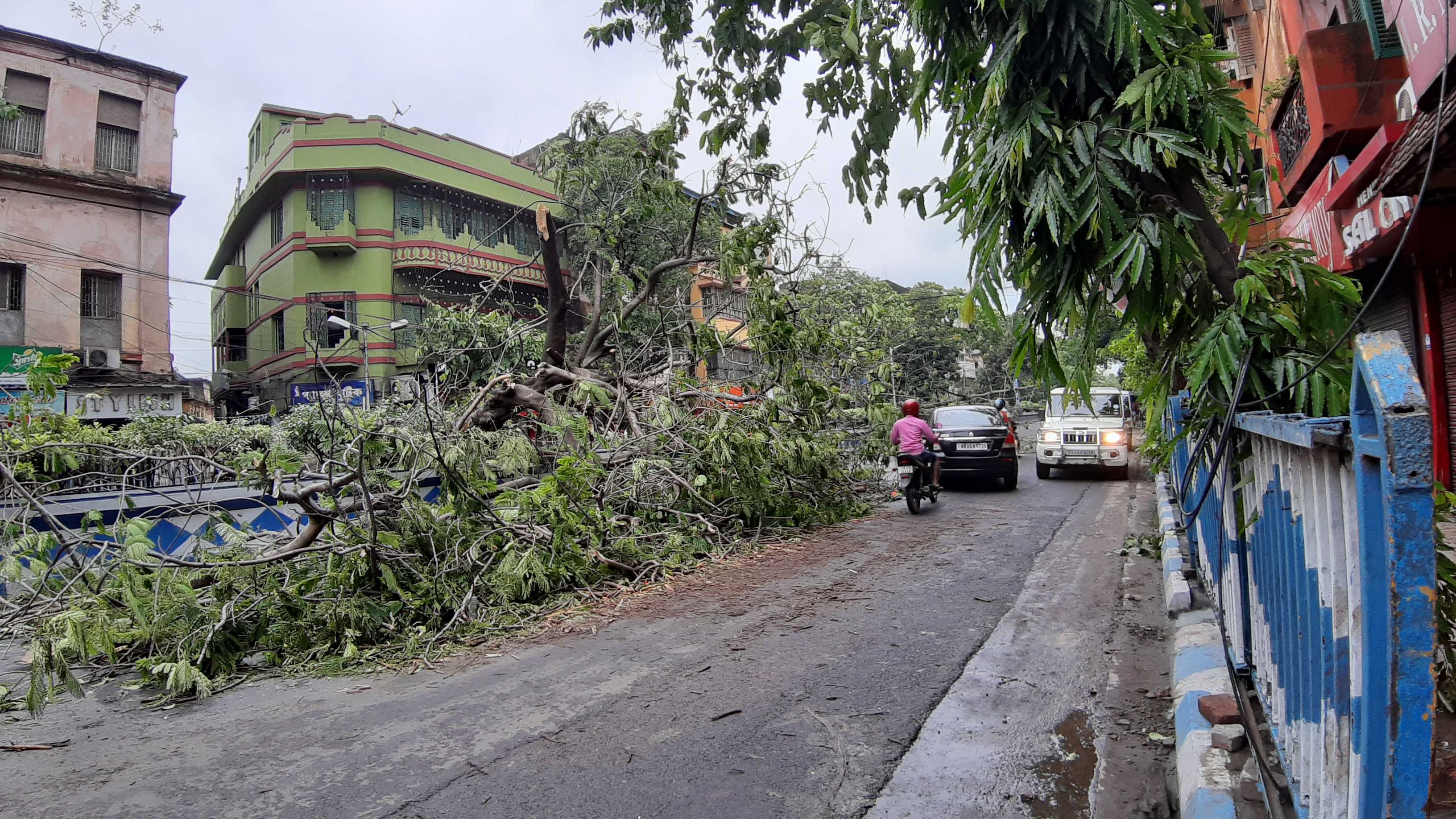
Arbres cassés ou renversés à Calcutta.

Amphan a touché la côte près de Bakkhali dans le Bengale-Occidental, donnant des vents forts et des pluies diluviennes. Bien que le nombre des décès ait été inférieur à ce que l'on craignait initialement, les effets du cyclone furent néanmoins généralisés et mortels. Au moins 86 personnes sont mortes au Bengale-Occidental, la plupart dus à l'électrocution ou à l'effondrement de maisons,. Le gouvernement de l'État a estimé que la tempête avait causé au moins 13,2 milliards $US et touché directement 70 % de la population de l'État.
Une onde de tempête estimée à 5 m a inondé une large bande côtière populeuse et les communications furent interrompues. Les plus fortes inondations affectèrent les mangroves des Sundarbans jusqu'à 15 km des côtes. Les digues dans la région furent dépassées par la montée subite des eaux, menant à l'inondation des îles et les ponts furent balayés.
Le cyclone a produit des vents soutenus de 112 km/h avec des rafales à 190 km/h enregistrés par l'observatoire d'Alipore à Calcutta, endommageant des maisons, déracinant arbres et poteaux électriques. La tempête a également déclenché des inondations généralisées autour de la ville, laissant 236 mm de pluie. Les rafales le long des côtes ont atteint jusqu'à 160 à 185 km/h. L'aéroport international Netaji-Subhash-Chandra-Bose enregistré des vents de 133 km/h renversant des véhicules et cassant environ 10 000 arbres,. Le Calcutta Municipal Corporation a déclaré qu’Amphan a renversé plus de 4 000 poteaux électriques, laissant une grande partie de la ville sans électricité durant plus de 14 heures,. Au moins 19 personnes sont mortes dans la ville.

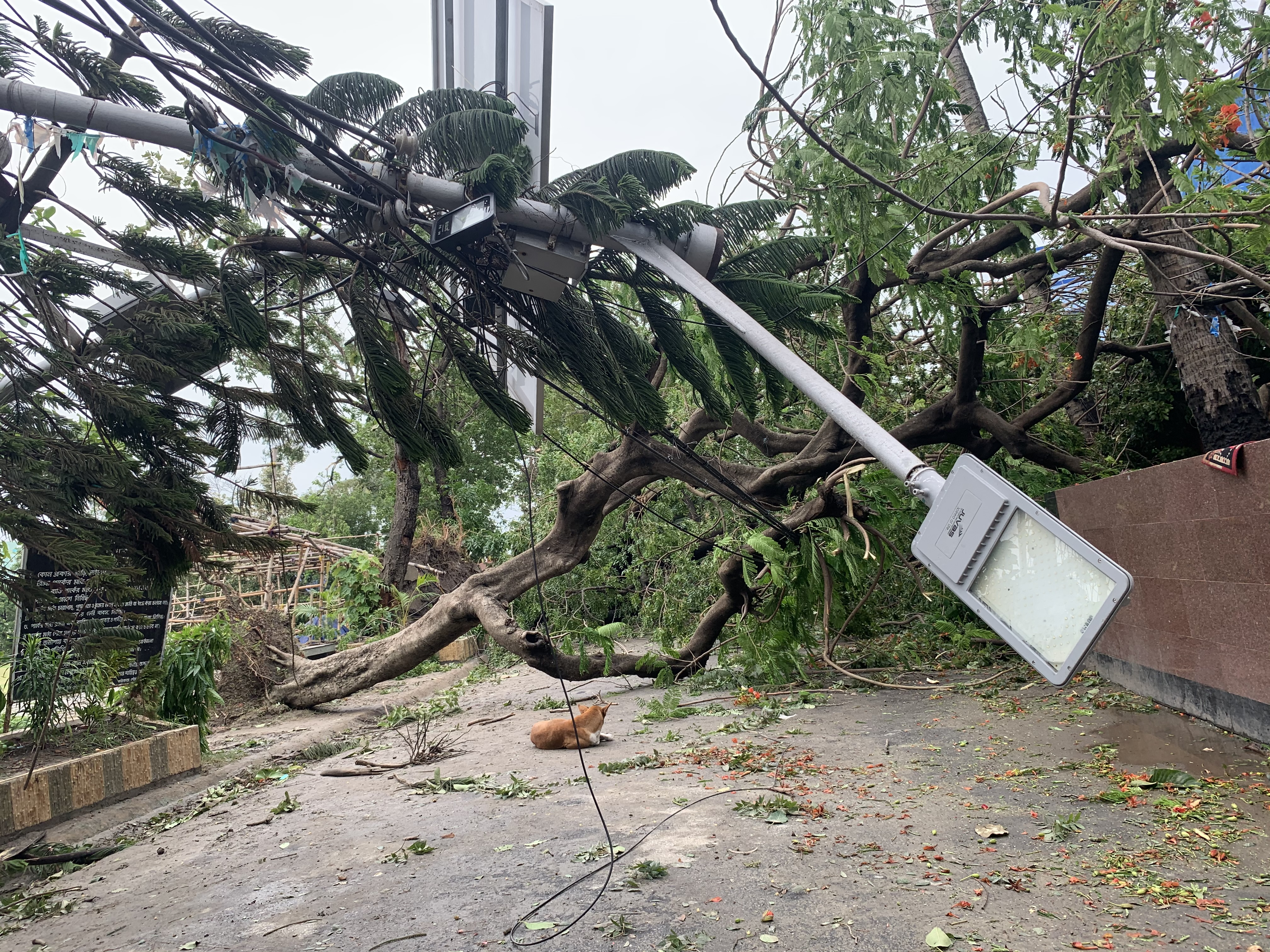
Débris dans un parc de Calcutta.

Les lignes électriques tombées au sol ont provoqué des pannes d'électricité dans tout le Bengale-Occidental et la ministre en chef Mamata Banerjee a ordonné la coupure de l'alimentation électrique dans les districts de North et South 24 Parganas par mesure de précaution contre les électrocutions. Dans North 24 Parganas, 2 personnes ont été tuées et jusqu'à 5 500 maisons ont été endommagées. Des milliers de maisons en boue ont été endommagées dans le district de Hooghly voisin. Un million de maisons ont été endommagées dans le South 24 Parganas et des digues percées ont provoqué l'inondation de villages et de terres cultivées,. Environ 26 000 maisons ont été détruites à Gosaba. Des invasions d'eau salée ont touché les régions environnantes à la suite de bris des digues à 19 km de là. Dans tout le Bengale-Occidental, 88 000 hectares de rizières et 200 000 hectares de légumes et de sésame furent endommagés.

#### Odisha
Dans l'État d'Odisha voisin, la vitesse du vent a atteint 106 km/h et les précipitations 300 mm à Paradip. À Bhadrak, les précipitations ont atteint 384,6 mm. Environ 1 167 km de lignes électriques de diverses tensions, 126 540 transformateurs et 448 postes électriques furent touchés, laissant 3,4 millions de personnes sans électricité et causant pour 42 millions $US de dégât au réseau,.
Dans les dix districts touchés d'Odisha, 4,4 millions de personnes ont été affectées d'une manière ou d'une autre par le cyclone. Au moins 500 maisons ont été détruites et 15 000 autres ont été endommagées. Près de 4 000 têtes de bétail, principalement des volailles, sont mortes. Le cyclone était le plus fort dans sa section nord-est de l'État. Quatre personnes sont mortes dans l'État, deux d'effondrement d'objets, une par noyade et une dernière d'un traumatisme crânien,.

#### Sud de l'Inde
Les pluies et les vents forts d’Amphan ont balayé de nombreux districts du Kerala à partir du 16 mai. Les orages ont provoqué une forte érosion côtière dans la banlieue Valiyathura de Thiruvananthapuram, endommageant les routes et détruisant les maisons et menaçant de déplacer plus d'une centaine de familles de leurs maisons. Les vents violents ont causé de graves dommages dans le district de Kottayam, en particulier dans le tehsil de Vaikom, alors que les maisons, les temples, les arbres et les poteaux électriques furent touchés. Le toit de tuiles du temple Vaikom Mahadeva a ainsi été endommagé par les vents. Les dommages furent estimés à 19,3 millions $US pour la destruction de 16 maisons et des dommages partiels à 313 autres. Un lycée utilisé comme refuge pour sans-abris s'est effondré, causant des blessures mineures.
Le Tamil Nadu eut aussi certains impacts du cyclone. Des vents violents ont endommagé au moins 100 bateaux ancrés dans le district de Ramanathapuram. L'érosion côtière a conduit à l'effondrement de trois maisons à Bommayarpalayam dans le district de Viluppuram. Environ 35 acres (14 ha) de cultures de bananes autour de Gandarvakottai et Aranthangi furent détruits. Les régions du nord de l'État, incluant Chennai (Madras), subirent une canicule pendant une semaine, car la circulation anticyclonique repoussant Amphan au large a absorbé toute l'humidité de la région.
À Sooradapeta, près de Kakinada en Andhra Pradesh, une mer agitée a détruit 35 maisons et en a endommagé plusieurs autres.

### Bangladesh
Les responsables craignaient qu’Amphan ne soit la tempête la plus meurtrière au Bangladesh depuis le cyclone Sidr en 2007 qui a tué environ 3 500 personnes, le Service météorologique indien ayant prédit une onde de tempête pouvant atteindre 3 à 5 mètres. Les dommages ont débuté au Bangladesh avant l'arrivée d’Amphan alors que le niveau d'eau montait le long des côtes. L'effondrement de digues a entraîné l'inondation de 17 villages à travers Galachipa, Kalapara et Rangabali. Un navire évacuant les habitants d'une communauté côtière a coulé, tuant une personne. L'onde de tempête a détruit au moins 500 maisons sur une île du district de Noakhali.
Les vents dans le district de Satkhira ont atteint 151 km/h. Près de 220 000 maisons ont été endommagées, dont 55 667 détruites, faisant environ 500 000 personnes sans abri selon le Bureau de la coordination des affaires humanitaires de l'ONU,. Une onde de tempête de 2,7 m a percé 150 km de digues, entraînant l'inondation d'environ 100 villages,. À Purba Durgabati, une partie d'une digue a été emportée par  une onde allant jusqu'à 4 mètres de haut, provoquant l'inondation de 600 maisons. Les zones basses de Barishal ont été submergées de 0,9 à 1,2 m. Les rivières inondées ont touché le upazilas de Rangabali et Galachipa dans le district de Patuakhali et certaines parties du district de Khulna.
Trois cents abris à Cox's Bazar ont été endommagés par les inondations et les glissements de terrain. Les 65 étangs d'eau douce dans les Sundarbans ont été inondés d'eau salée et de nombreux kewra ont été déracinés. Cependant, les dommages à la forêt de mangrove furent moindres qu'on ne le craignait initialement. Dans 26 districts, environ 1 100 km de routes et plus de 200 ponts furent endommagés.
Plus d'un million de personnes furent affectées par Amphan dans neuf districts des divisions de Khulnâ et Barisal, le cyclone causant des dommages initiaux d'environ 130 millions $US. Le ministère des Pêches a estimé que 25,7 millions $US les pertes de crabe, de poisson et de crevettes subies par 40 800 agriculteurs, principalement en raison de l'inondation des fermes et surtout à Khulna et Barisal. Les inondations ont ainsi gravement endommagé ou détruit environ 3 000 élevages de crevettes et de crabes. Le ministère de l'agriculture estima que 176 000 hectares de terres agricoles ont aussi été affectés par Amphan, les producteurs de mangues du district de Sathkhira subissant de plein fouet les impacts agricoles avec 70 % de pertes,. Les rizières de riz Boro, les cultures de haricots et de bétel ont également subi des pertes importantes. Amphan a laissé 22 millions de clients sans électricité. Environ 2 500 tours téléphoniques exploitées par l'Association des opérateurs de télécommunications mobiles du Bangladesh ont été désactivées par le cyclone.
Le gouvernement du Bangladesh a prédit que le total des dégâts pourrait même atteindre 1,5 milliard $US dans tout le pays. Au moins 26 personnes sont mortes dans des incidents liés à la tempête, y compris le chef du programme de préparation aux cyclones de l'unité no. 6 dans l'union de Dhankhali Shah Alam, qui s'est noyé lorsque son bateau a chaviré,.

### Bhoutan
Les vestiges extra-tropicaux d’Amphan ont donné plusieurs jours de temps maussade au Bhoutan, le district de Tsirang en particulier ayant connu trois jours de fortes pluies. Des glissements de terrain et des éboulements ont bloqué des routes et endommagé des maisons à plusieurs endroits. Des crues soudaines à Threna ont endommagé les cultures et entraîné l'évacuation de cinq ménages. Dix-sept yacks et chevaux sont morts à travers les gewogs de Lingzhi, Naro et Soe. En raison des dommages causés aux câbles à fibres optiques à Calcutta, Bhoutan Telecom a subi une perte totale de service pendant 17 heures du 20 au 21 mai et TashiCell a connu une panne de 60 %. Des pannes de courant se sont produites dans les gewogs de Drepong, Gongdu, Jurmey, Gengogs de Kengkhar et Silambi. Les précipitations se sont cependant avérées bénéfiques pour la production d'énergie hydroélectrique du pays, la centrale hydroélectrique de Mangdechhu produisant 791,39 MW d'électricité, soit plus que sa capacité prévue de 720 MW.

## Secours

### Inde
Le 22 mai, le Premier ministre indien Narendra Modi a survolé Calcutta et les régions environnantes en compagnie du ministre en chef du Bengal-Occidental Mamata Banerjee. Modi a annoncé un plan de secours immédiat de 132 millions $US pour l'État et 66,2 millions $US pour l'État voisin d'Odisha,. Modi a aussi annoncé le paiement immédiat d'un montant forfaitaire de 2 650 $US au plus proche parent des personnes décédées pendant le cyclone et 660 $US à chaque blessé.
La ministre Banerjee a déclaré qu'il faudrait de trois à quatre jours pour évaluer les dommages et que 20 équipes de secours étaient dépêchées par la Garde côtière indienne pour commencer des opérations de recherche et de sauvetage. Dix équipes ont été envoyées au Bengale-Occidental pour aider au rétablissement, en plus des équipes de la sécurité civile prépositionnées là-bas avant le passage d’Amphan. Environ 1 000 équipes terrestres ont travaillé pour restaurer les infrastructures et les services, bien que seulement 25 à 30 pour cent de chaque équipe aient été dotés en raison de la pandémie COVID-19.
La lente restauration qui en a résulté a déclenché des protestations à travers le Bengale-Occidental visant principalement la compagnie d'électricité CESC. Certains efforts de restauration ont été interrompus par ces manifestations. Le ministère de l'Intérieur du Bengale-Occidental a demandé des équipages supplémentaires aux chemins de fer et aux ports, tandis que cinq brigades de l'armée indienne ont été déployées à Calcutta et dans les 24 districts de Parganas pour soutenir les efforts de redressement,. Une assistance supplémentaire a été demandée aux États de Jharkhand et Odisha. Le gouvernement de ce dernier a envoyé 500 membres de sa force d'action rapide en cas de catastrophe et de ses pompiers au Bengale-Occidental.
Le ministre en chef d'Odisha, Naveen Patnaik, a effectué un survol des dégâts dans son état après la cyclone.
L'Union européenne a déclaré qu'elle fournirait initialement 500 000 € (545 000 $US) aux personnes touchées par la tempête en Inde.

### Bangladesh
Le Ministère de la gestion des catastrophes et des secours au Bangladesh a approuvé un budget de 29 à 35 millions $US pour réparer les digues endommagées par Amphan. Un autre 18 millions $US a été distribué à chaque district fortement touché par la tempête, ainsi que 500 paquets de tôles ondulées. L'organisation de développement international Bangladesh Rural Advancement Committee (BRAC) a décaissé 350 000 $US à des familles à faible revenu dans 10  upazilas, soit avec 60 $US par famille. L'organisation a également distribué des gants, des masques et des désinfectants aux districts de Bagerhat, Khulna et Satkhira.